# Mesosemia frequens
Mesosemia frequens är en fjärilsart som beskrevs av Butler och Druce 1874. Mesosemia frequens ingår i släktet Mesosemia och familjen Riodinidae. Inga underarter finns listade i Catalogue of Life.